# 神部村
神部村（かんべむら）は、兵庫県揖保郡にあった村。現在のたつの市揖保川町の中部、山陽本線・竜野駅の周辺および相生市大字那波野にあたる。

## 地理
- 山岳：天下台山
- 河川：揖保川

## 歴史
- 1889年（明治22年）4月1日 - 町村制の施行により、揖西郡正条村・神戸北山村・黍田村・山津屋村・原村・大門村・那波野村の区域をもって発足。
- 1896年（明治29年）4月1日 - 所属郡が揖保郡に変更。
- 1951年（昭和26年）4月1日 - 半田村・河内村と合併して揖保川町が発足。同日神部村廃止。
- 1951年（昭和26年）8月10日 - 揖保川町のうち旧村域の一部（大字那波野）が相生市に編入。

## 交通

### 鉄道路線
- 日本国有鉄道
  - 山陽本線
    - 竜野駅

### 道路
- 国道2号